# Maricruz Cruz Morales
Maricruz Cruz Morales (Michoacán, 2 de mayo de 1971) es una política mexicana, miembro del Partido Revolucionario Institucional (PRI). Ha sido en dos ocasiones diputada federal.

## Biografía
Tiene estudios máximos de bachillerato. Gran parte de su carrera política la ha realizado como integrante de la Central Campesina Independiente (CCI), en cuya estructura ha ocupado numerosos cargos.
De 1989 a 1990 fue asesora de regidor del Ayuntamiento de Toluca, en 1991 fue secretaria de Organización del comité estatal de la CCI y en 1992 fue consejera de la Comisión de Asuntos Femeniles del PRI estatal en el Estado de México. De 1992 a 2000 fue secretaria de Acción Femenil el comité estatal de la CCI.
Simultáneamente en 1997 fue consejera municipal del PRI en Toluca y delegada de la CCI en el municipio de San Felipe del Progreso. De 1997 a 2000 fue regidora del Ayuntamiento de Toluca que presidió Armando Garduño Pérez. De 1998 a 2000 fue secretaria general adjunta y de 2000 a 2004 secretaria general del comité estatal de la CCI.
En 2000 fue elegida por primera ocasión diputada federal, por el principio de representación proporcional a la LVIII Legislatura que concluyó en 2003. En esta legislatura fue integrante de las comisiones de Desarrollo Rural; y, de  Equidad y Género. De 2000 a 2004 fue también secretaria de operación y acción política del comité nacional de la CCI.
Posteriormente fue consejera estatal y nacional del PRI y en 2009 fue presidenta estatal del PRI en el Estado de México. Fue elegida por segunda ocasión diputada federal por representación proporcional a la LXII Legislatura de 2012 a 2015, en esta legislatura fue secretaria de las comisiones de Desarrollo Rural; y, de Reforma Agraria; así como integrante de las comisiones de la Cuenca del Sistema Cutzamala; de Igualdad de Género; y, Para dar seguimiento a la regularización de los solares urbanos de las zonas metropolitanas del país. Solicitó y obtuvo licencia definitiva al cargo el 2 de marzo de 2015 y no volvió a regresar a la diputación, que permaneció vacante pues su suplente, Laura Mitzi Barrientos Cano, no asumió el cargo.